# Моневка
Мо́невка (бел. Мо́неўка) — посёлок в составе Техтинского сельсовета Белыничского района Могилёвской области Республики Беларусь.

## Население
- 2010 год — 5 человек